# Gösta Liljequist
Gösta Hjalmar Liljequist, född 20 april 1914 i Norrköpings S:t Olai församling, död 18 februari 1995 i Uppsala domkyrkoförsamling var svensk meteorolog och polarforskare.

## Biografi
Liljeqvist blev filosofie kandidat vid Lunds universitet 1936 och anställdes två år senare vid Sveriges meteorologiska och hydrologiska institut (SMHI) där han stannade till 1958, först som hydrolog och sedan som statsmeteorolog. Från och med 1941 var han en av dem som ofta förmedlade väderleksrapporterna på radio till svenska folket. Hans uttalade Norrköpingsdialekt orsakade en del lyssnarprotester och även skämt, bland annat från skribenten och kåsören Kar de Mumma i Svenska dagbladet.
Filosofie licentiatexamen avlades i Uppsala 1956 och filosofie doktorsgrad på samlingsavhandlingen The Energy Exchange of an Antarctic Snow Field och följd av docentur i meteorologi, särskilt experimentell och teoretisk meteorologi. Åren 1958-79 var han professor vid Uppsala universitet.
Han var inspektor för Kalmar nation i Uppsala 1960–70 samt invaldes som ledamot av Kungliga Humanistiska Vetenskapssamfundet i Lund 1962 och av Kungliga Vetenskapsakademien 1965.

## Forskning
Åren 1949-52 deltog Liljequist med övervintringar på Maudheim i den norsk-brittisk-svenska Antarktisexpeditionen (NBSX) där han svarade för det meteorologiska forskningsprogrammet. I och med detta fördes han in på den akademiska banan. Under vistelsen på Maudheim observerade och beskrev Liljequist ett optiskt fenomen, en ovanlig vit-blåaktig halo (Liljequist parhelion) som uppstår cirka 160° bort från solen när denna når horisonten och ljuset filtreras genom iskristaller som ligger i en viss orientering i luften.
Under Internationella geofysiska året (IGY) 1957–58 ledde Liljequist den svensk-finsk-schweiziska expeditionen som förlades till Kinnvika vid Murchinson Bay på Nordaustlandet på Svalbard.

## Författarskap
Liljequist skrev mycket om väder och gav ut flertal läroböcker och kompendier liksom populärvetenskapliga skrifter och böcker med de första från 1940-talet. Han hade från tidiga år intresse för väderhistoria, då särskilt med anknytning till polara områden.
Liljequist avfärdade 1960 Richard Byrds påstående om att 1926 med sin Fokker ha flugit över Nordpolen, då han ansåg att Byrd med den flygtid och flyglängd som han redovisat inte skulle hunnit fram till Nordpolen eftersom flygplanstypens maxfart var för låg.
Efter pensioneringen arbetade Liljequist med ett omfattande referensverk om slutligen 607 sidor som speglar Sveriges engagemang i polarområdena såväl i nord och syd i ett historiskt perspektiv från 1758-1980, indelat i olika faser som relateras till förändringar i såväl transport, logistik, teknik som instrument och vetenskapliga metoder.

## Utmärkelser o. dyl.
- Maudheimmedaljen
- Anders Retzius medalj
- Liljequisthorga på Dronning Maud Land i Antarktis namnsattes efter Liljequist